# Sokilnîkî, Sloveanoserbsk
Sokilnîkî (în ucraineană Сокільники) este un sat în comuna Krîmske din raionul Sloveanoserbsk, regiunea Luhansk, Ucraina.

## Demografie
Componența lingvistică a localității Sokilnîkî
     Rusă (80,37%)
     Ucraineană (19,63%)
Conform recensământului din 2001, majoritatea populației localității Sokilnîkî era vorbitoare de rusă (80,37%), existând în minoritate și vorbitori de ucraineană (19,63%).